# Christoph Simon (Dokumentarfilmer)
Christoph Simon (* 1976 in Haan, Mettmann) ist ein  deutscher Dokumentarfilmer und Regisseur.

## Leben
Während des Studiums der Politikwissenschaften, Musikwissenschaften und Philosophie in Halle an der Saale, Köln und Auslandsaufenthalten in Guatemala und Honduras begann Simon in Köln zunächst als freier Texter für eine Internetagentur zu arbeiten. So schrieb er von 1999 bis 2002 die Texte für die Homepage der TV-Talkshow "B.trifft" der Fernsehmoderatorin Bettina Böttinger. Parallel begann er für den WDR in Köln als freier Fernsehautor und Dokumentarfilmautor zu arbeiten.
Seinen ersten längeren Film drehte Simon 2004 über den in Köln geborenen Schlagerproduzenten Jack White. Kurz danach begann Simon damit systematisch Dokumentarfilme über die Kölner Musik- und Karnevalsszene zu drehen. Er drehte Filme über Brings, Marie-Luise Nikuta, Marita Köllner, die Räuber, Cat Ballou, Kasalla sowie über den im Rheinland als „Blötschkopp“ bekannten Büttenredner Marc Metzger. 2016 drehte Simon einen Dokumentarfilm über den Düsseldorfer Karnevalswagenbauer Jacques Tilly. Außerdem drehte Simon den Dokumentarfilm „Von Heino bis Xavier Naidoo – Deutscher Pop ist cool“ in der er den Erfolg und die Geschichte der deutschen Sprache vom Schlager der Zwanzigerjahre bis zur aktuellen Popmusik von heute nachzeichnet. Mitwirkende sind unter anderem Heino, Xavier Naidoo, Wolfgang Niedecken, Jürgen Drews, Stefanie Tücking, Ihre Kinder und Udo Lindenberg.
Von 2010 bis 2012 wechselte Simon zum SWR nach Baden-Baden, um dort in der arte-Redaktion als Redakteur für die Abteilung Kultur und Gesellschaft zu arbeiten. So verantwortete er redaktionell unter anderem Kino-Dokumentarfilme wie „John Irving und wie er die Welt sieht“ und arbeitete für die ARD-Sendereihe „Deutschland, deine Künstler“. Außerdem arbeitete Simon gemeinsam mit dem Dokumentarfilmer Harold Woetzel an den SWR-Schwarzwaldgeschichten, einer fünfteiligen Dokumentation über den Schwarzwald und seine Bewohner. Bei Dreharbeiten mit dem für seine mit Elementen der Pop Art veränderten Kuckucksuhren bekannten Künstlers Stefan Strumbel hatte Simon die Idee zur Gründung einer Plattform für die Vermarktung von Kunsthandwerk und Manufakturprodukten aus dem Schwarzwald und anderen Regionen Deutschlands. Dazu gründete Simon 2014 den Onlinehändler Heimat-Werk. Als Vorbild diente ihm das Schweizer Heimatwerk.
Für den SWR drehte Simon ein 45-Minuten-Porträt über den Jazzpianisten und Schlagersänger Paul Kuhn, das am 23. September 2013 anlässlich des Todes von Paul Kuhn in der ARD als Sonderprogramm ausgestrahlt wurde. 2017 und 2018 drehte Simon für die Sendereihe Lebenslinien beim Bayerischen Rundfunk eine Künstlerbiografie über den Showmaster, Schlagersänger, Komponisten und Schauspieler Michael Schanze. 2018 drehte Simon für den WDR mit Wolfgang Niedecken eine Dokumentation über die gescheiterte Tournee von BAP durch die DDR.
Simon lebt mit seiner Ehefrau und zwei Kindern in Köln.

## Filmografie (Auswahl)
- 2004: Musiklegenden: Jack White
- 2007: Göttinnen sind unsterblich
- 2009: Wenn et Trömmelche jeit – De Räuber hautnah
- 2010: Superjeile Zick – Brings persönlich
- 2011: Paul Kuhn – Der Mann am Klavier
- 2012: Marita Köllner – E kölsch Mädche
- 2013: Marie-Luise Nikuta – Die kölsche Motto-Queen
- 2013: Karneval ist überall – Narren weltweit von Rio bis Kapstadt
- 2014: Neue Kölsche Tön – Kasalla & Cat Ballou
- 2015: Grob kariert – „Dä Blötschkopp“: Marc Metzger
- 2015: Peter Brings geht fremd: Mit Heimatsound durchs Zillertal
- 2016: Jacques Tilly – Enfant terrible des Karnevals
- 2016: Von Heino bis Xavier Naidoo – Deutscher Pop ist cool
- 2017: Die Hölle von Vettweiß – Ein Dorf feiert Karneval
- 2018: Querbeat – Die größte Band im Karneval
- 2018: Lebenslinien: Michael Schanze – Heute hätt’ ich Zeit für mich
- 2019: Wolfgang Niedecken, BAP & die DDR
- 2022: Glückwunsch Guido Cantz: 30 Jahre Karneval!
- 2023: Ich war Hans Süper!
- 2023: Happy Birthday: Unsere Musikkassette wird 60.